# 다나카 기이치 내각
다나카 기이치 내각(田中義一内閣)은 입헌정우회 총재, 귀족원 의원 다나카 기이치가 제26대 내각총리대신으로 임명되어, 1927년 4월 20일부터 1929년 7월 2일까지 존재한 일본의 내각이다.

## 재직 기간
- 1927년(쇼와 2년) 4월 20일 ~ 1929년(쇼와 4년) 7월 2일
- 재직 일수 : 805일